# Lielupe
De Lielupe (= Grote Rivier) is een rivier in Letland. Ze ontstaat bij Bauska uit de vereniging van de Mēmele en de Mūsa. Vanaf dat punt meet de rivier 119 kilometer, vanaf het begin van de langste bronrivier, de Mēmele, is de lengte 310 kilometer. Het stroomgebied omvat 17.600 km².
Beide bronrivieren ontspringen op Litouws grondgebied, de Mēmele (Lit.: Nemunėlis) in het noordoosten en de Mūsa (Mūša) in het noordwesten. Vanaf Bauska stroomt de Lielupe in noordelijke richting, passeert de stad Jelgava en bereikt bij de badplaats Jūrmala de Golf van Riga. Deze plaats strekt zich over bijna 30 kilometer uit tussen de kust en de parallel daaraan lopende rivier. Aanvankelijk was de Lielupe een zijrivier van de Westelijke Dvina, maar in 1697 brak de rivier door de duinen en kwam een directe verbinding met zee tot stand. In de vorm van de Buļļupe bestaat er nog steeds een verbinding tussen de Lielupe en de Westelijke Dvina.
De historische (Baltisch-)Duitse naam van de rivier is Kurländische Aa, niet te verwarren met de Livländische Aa, waarmee de Gauja werd aangeduid.
- Nationale Bibliotheek van Letland: 000047566
- Nationale Bibliotheek van Israël: 987007567378105171
- Virtual International Authority File: 143158093